# Universidad Sun Yat-sen
La Universidad Sun Yat-sen o Universidad Zhongshan (chino tradicional: 中山大學; chino simplificado : 中山大学; pinyin: Zhōngshān Dàxué) es una reconocida institución educativa del sur de China, situada principalmente en la ciudad de Cantón. Lleva el nombre del doctor Sun Yat-sen, médico y posteriormente presidente de la República de China.[cita requerida]
El lema de la universidad es: "Estudia vastamente. Pregunta exactamente. Reflexiona cuidadosamente. Distingue claramente. Practica seriamente." (博学、审问、慎思、明辨、笃行), que proviene de uno de los clásicos chinos, la Doctrina de los medios.[cita requerida]
Se trata de una universidad nacional integral que se halla directamente bajo la administración del Ministerio de Educación. También es una de las universidades incluidas en el "Proyecto 211" y "Proyecto 985" con el apoyo total de la construcción y el desarrollo por parte del gobierno central y local de China.[cita requerida]
Se compone de la Facultad Lingnan (Universidad), la Facultad de Empresariales Sun Yat-sen, la Universidad de Ciencias Médicas Sun Yat-sen, la Facultad de Humanidades, la Facultad de Ciencias de la Vida, el Instituto Mixto de Ingeniería (JIE) (desarrollado conjuntamente con la Carnegie Mellon University), la Escuela de Computación Avanzada, la Escuela de Ciencias Políticas y Administración Pública y varias otras instalaciones. También cuenta con el mayor sistema hospitalario afiliado en China.[cita requerida]
La Facultad de Empresariales Sun Yat-sen de la Universidad Sun Yat-sen es una de las 58 Facultades de Empresariales en el mundo que está acreditada triple por EQUIS, AACSB y AMBA. La Facultad Lingnan (Universidad) de la Universidad Sun Yat-sen también obtuvo la acreditación de ambos EQUIS y AMBA en 2010. En 2012, Forbes China clasificó los programas de MBA de ambas Facultades en el Top 10 en China.
El programa internacional MBA de Lingnan fue puesto en marcha y desarrollado conjuntamente con MIT Sloan School of Management desde 1999. Es uno de los tres programas de MBA en China del MIT Sloan, los otros dos son "Tsinghua International MBA" y "Fudan International MBA".

## Historia
La "Universidad Sun Yat-sen", originalmente conocida como "Universidad Nacional Kwangtung" (T: 國立廣東大學, S: 国立广东大学, P: Guólì Guǎngdōng Dàxué), fue fundada en 1924 por el doctor, político y líder revolucionario Sun Yat-sen. Combinaba a la "Escuela Normal Superior Nacional" (广东高等师范学校), a la "Facultad Provincial de Derecho Kwangtung" (广东公立法科大学) y a la "Facultad Provincial Técnica de Agricultura" (广东公立农业专门学校), y después de su muerte pasó a llamarse Universidad Nacional Sun Yat-sen en 1926.
El "Hackett Medical College for Women" (夏葛女子醫學院, la primera escuela de medicina para mujeres en China) y su hospital afiliado conocido como Hospital de David Gregg para Mujeres y Niños (también conocido como Hospital Yuji 柔濟醫院), situados en Guangzhou, China, eran partes de un centro médico, que fue fundada por la misionera médica Dr. Mary H. Fulton (1854-1927).  Dr. Fulton fue enviada por la Junta de Misiones Extranjeras de la iglesia presbiteriana (EE. UU.).. La Facultad fue inaugurada en 1902 y ofrece un plan de estudios de medicina de cuatro años. A finales de 1932, el centro médico fue puesto bajo el control del gobierno chino. Además, afiliada con el Hospital de Cantón y la "Lingnan University (Cantón)" para formar la Facultad de Medicina de Sun Yat-Sen en 1936.
En el año 2001, la "Universidad de Ciencias Médicas Sun Yat-sen", una universidad médica nacional clave, se fusionó con la Universidad Sun Yat-sen y se convirtió en el Colegio de Sun Yat-sen de Ciencias Médicas.

## Campus
La universidad está constituida por cuatro campus (Campus Sur, Campus Norte, Campus Este y Campus Zhuhai) con una superficie total de 6,17 kilómetros cuadrados. Tres de los cuatro campus se sitúan en Cantón, el cuarto está en la ciudad de Zhuhai.

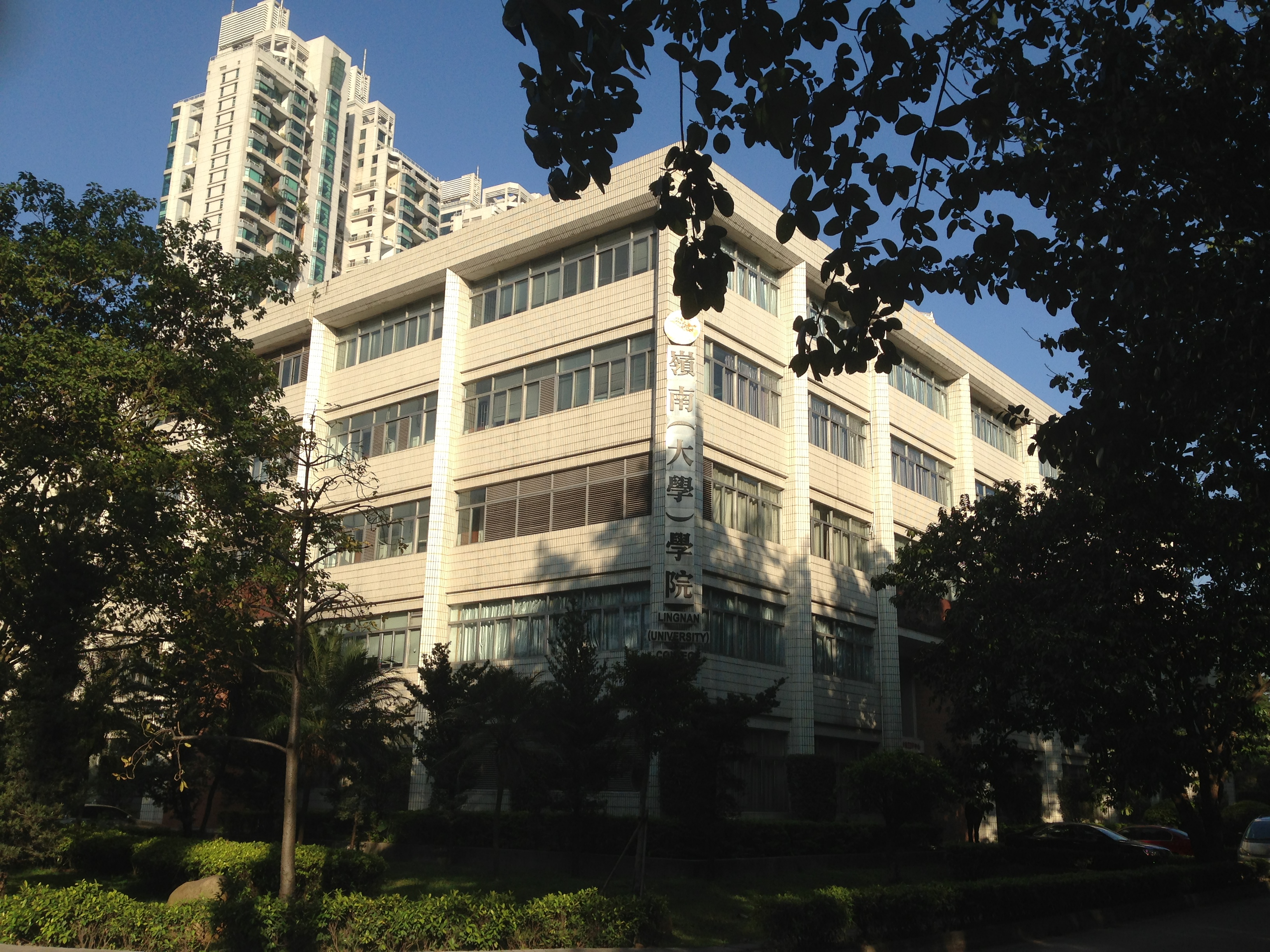
Facultad de la Universidad Lingnan.
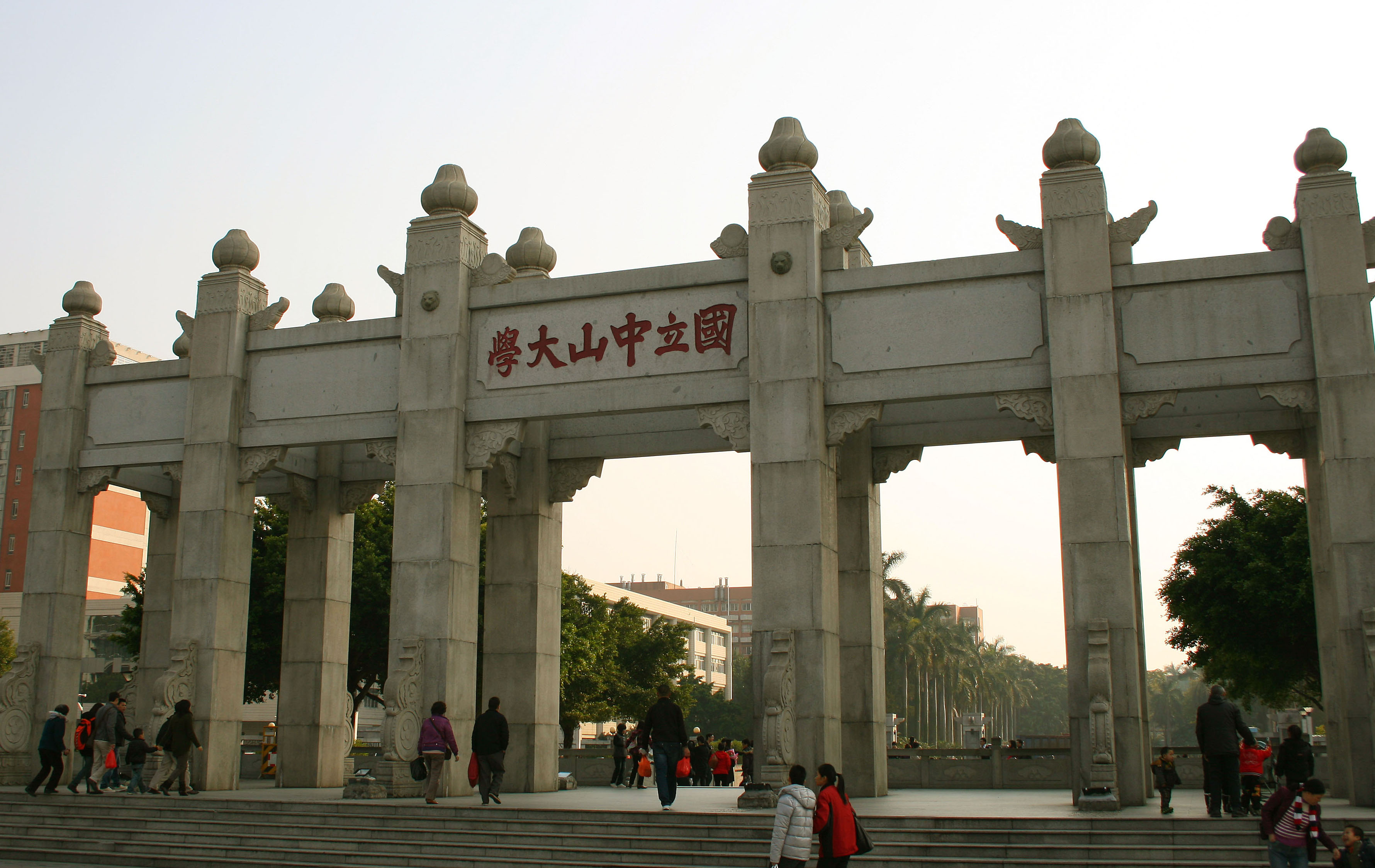
Plaza norte de la Universidad Sun Yat-sen.
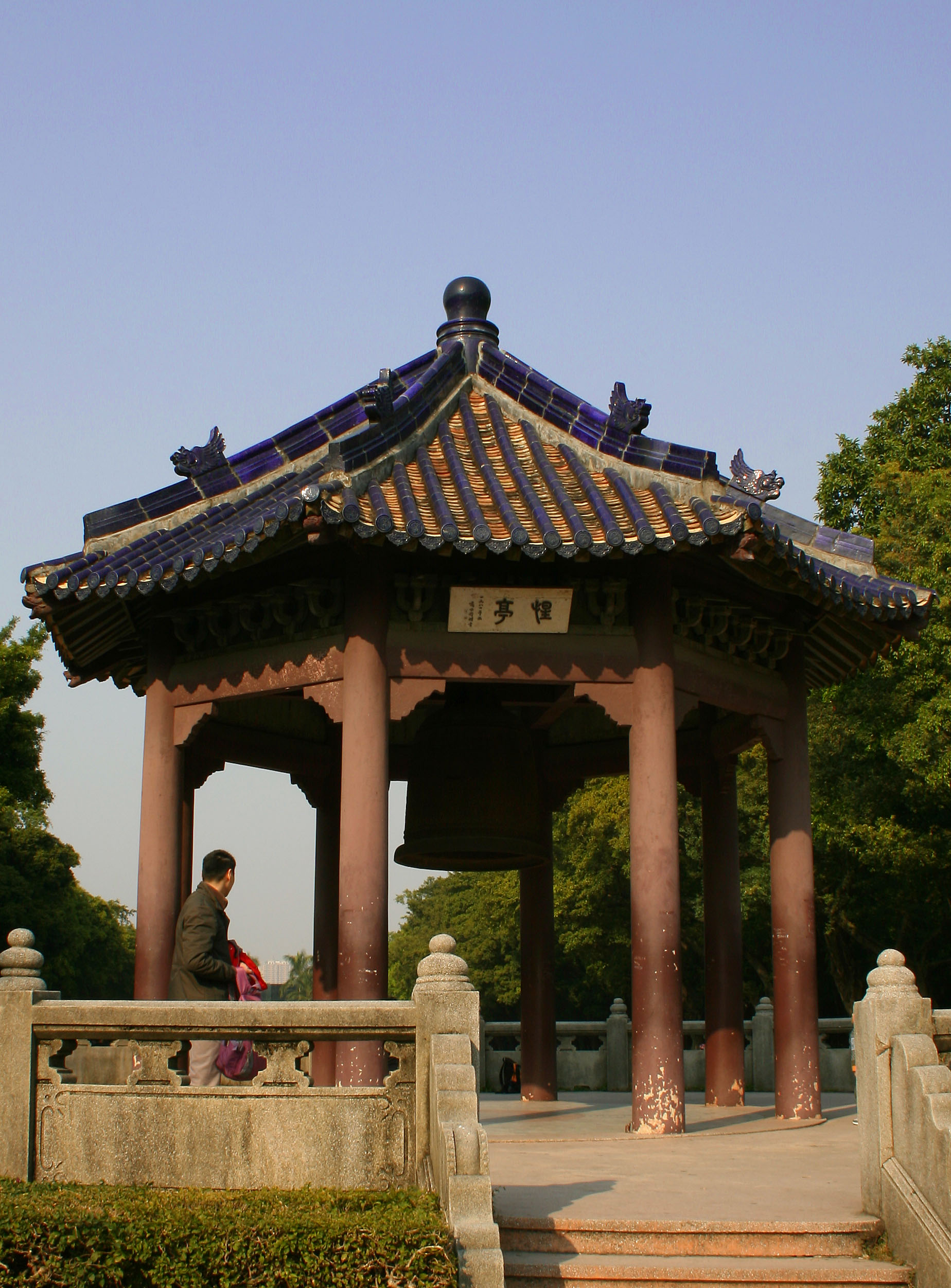
Pabellón Xingting
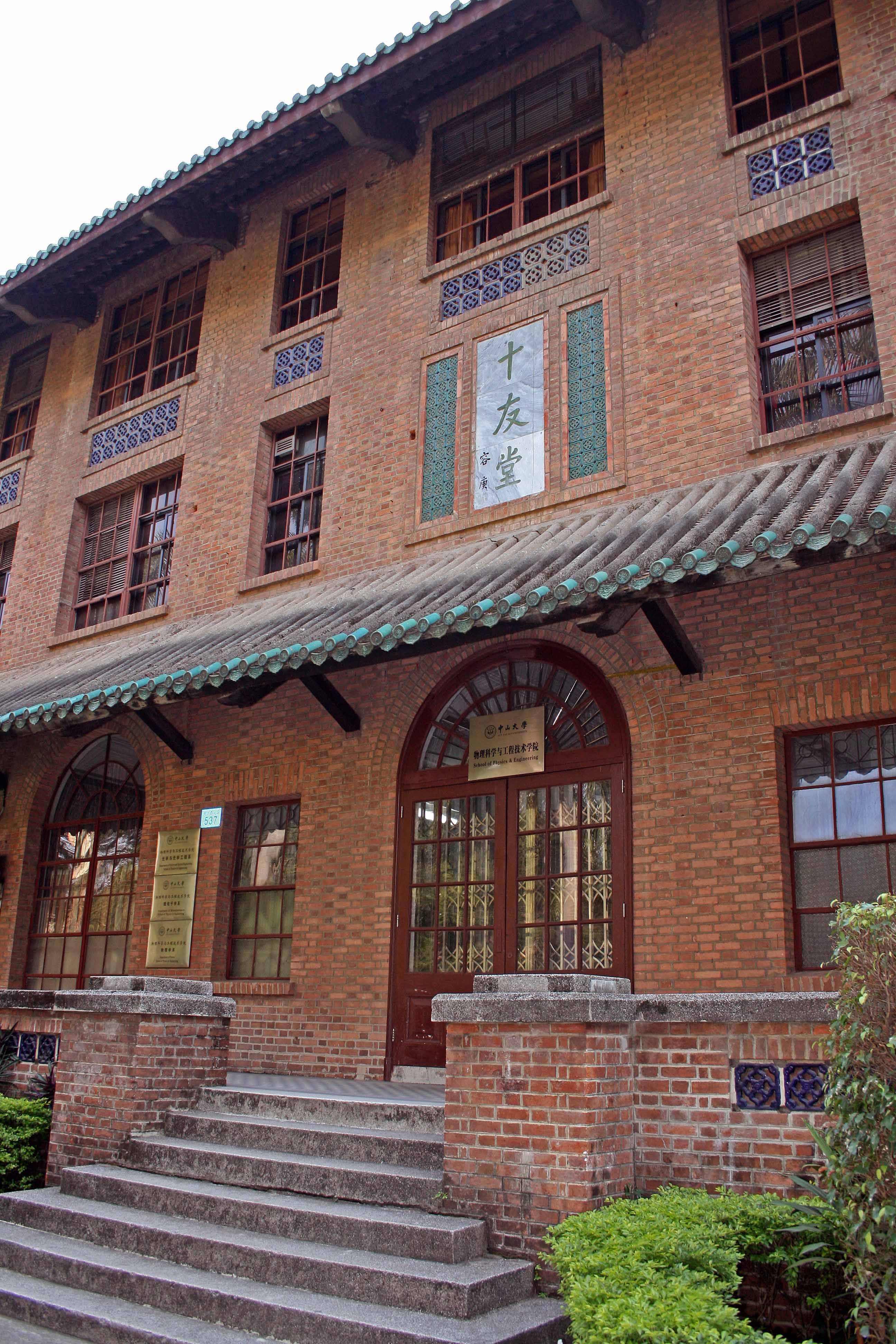
Edificio de los alumnos Sala Shiyou.
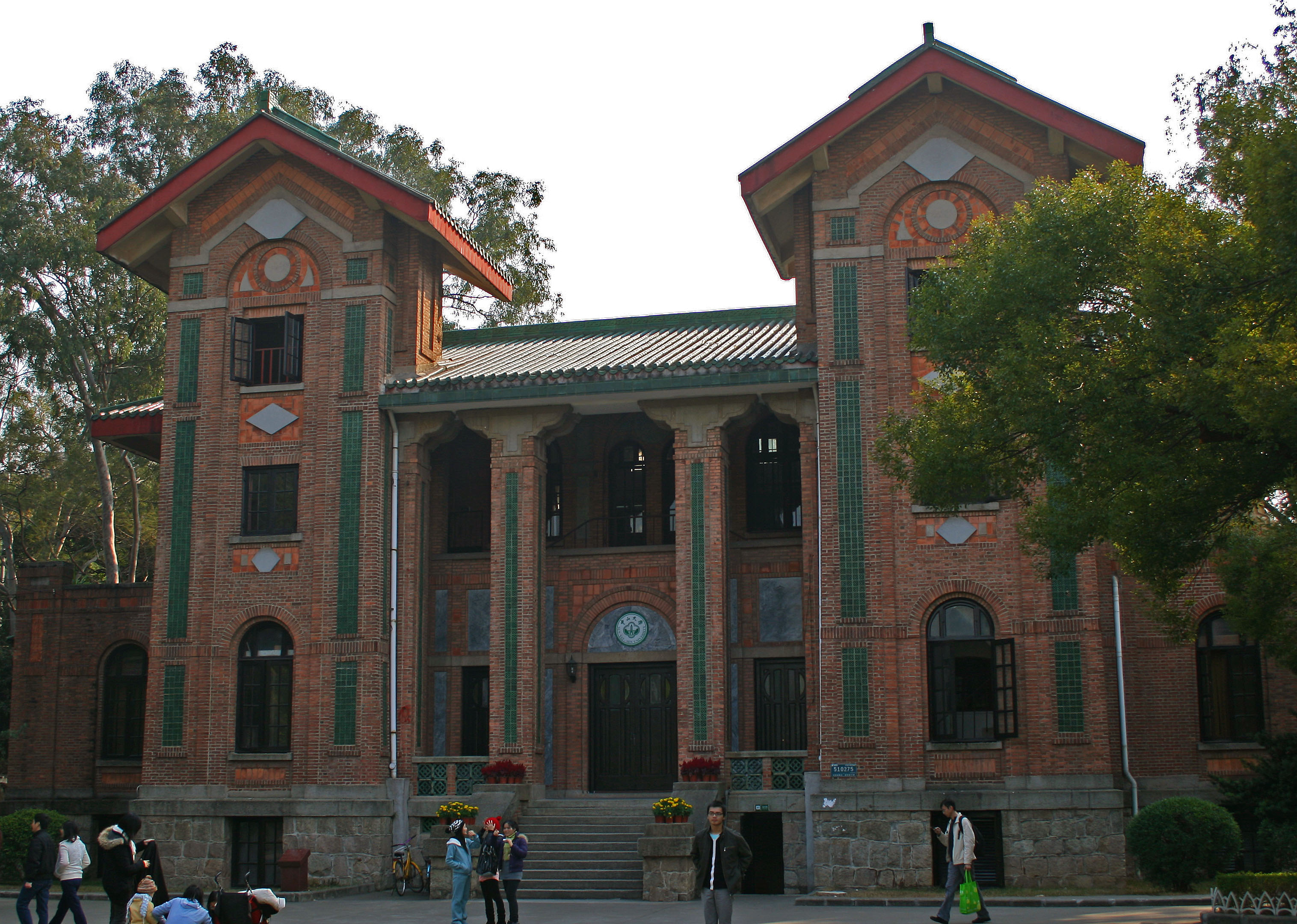
Huaishi Hall of SYSU.jpg
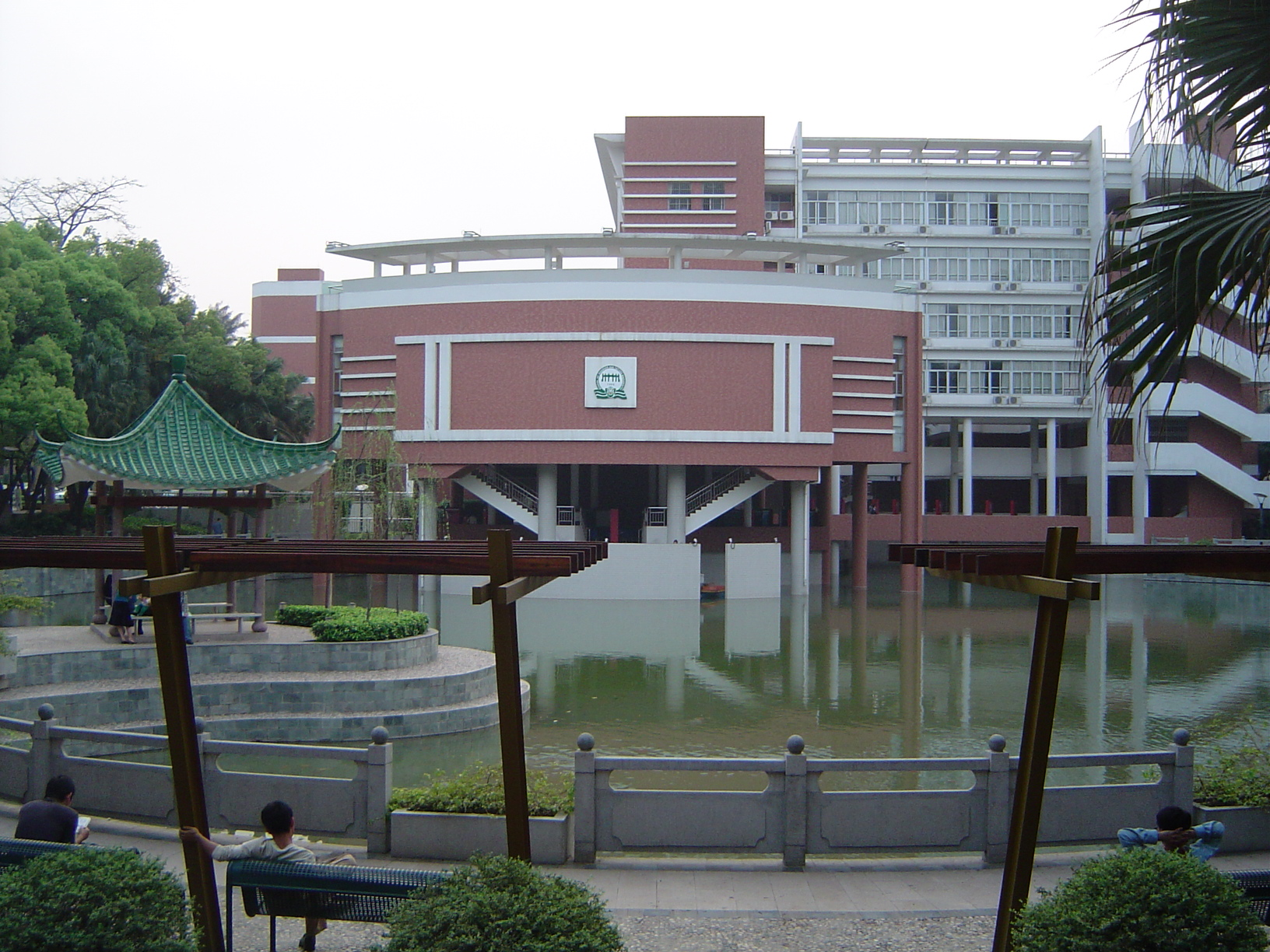
Lingnan College
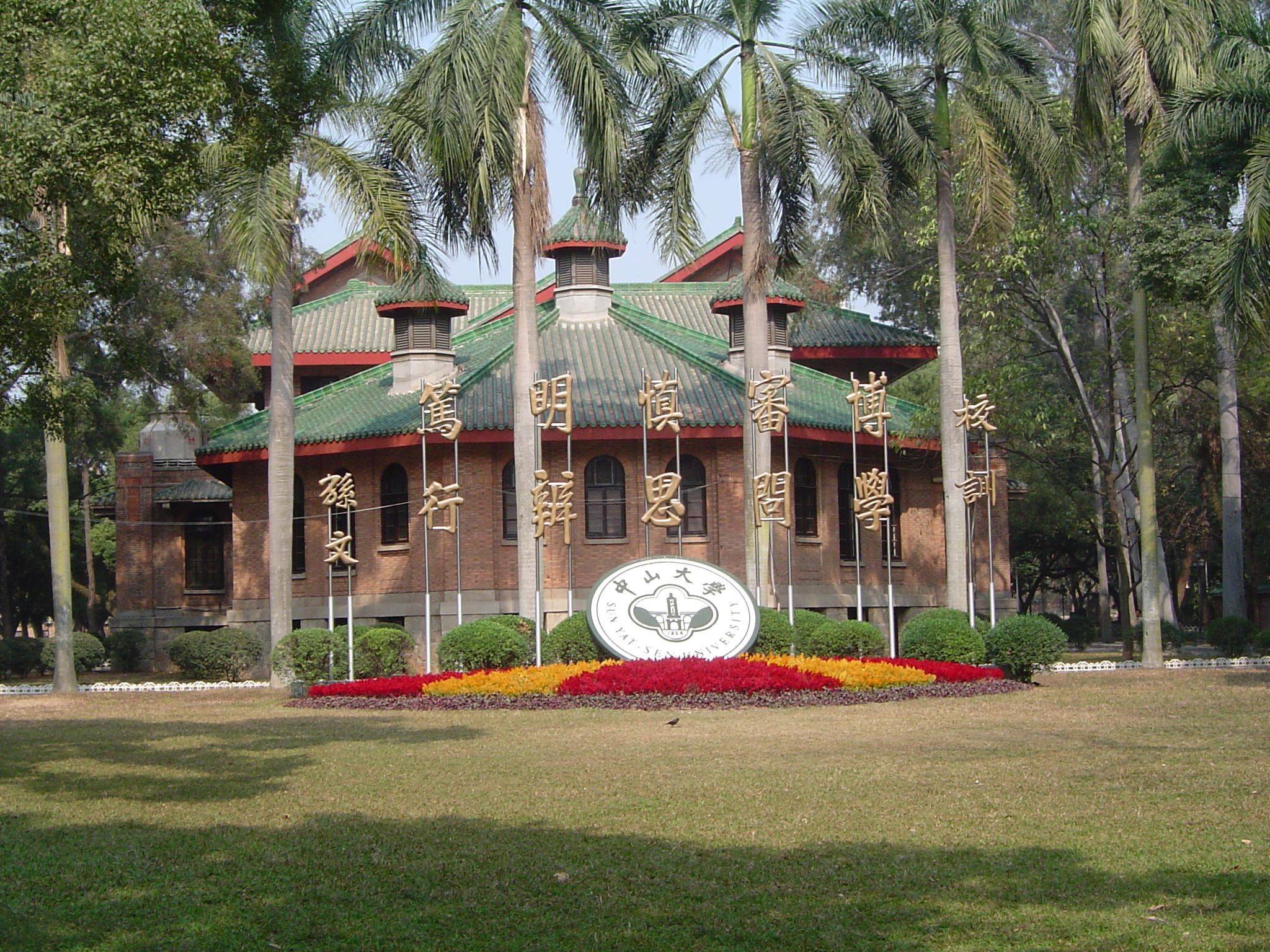
Auditorio Zhongda en el Campus Sur
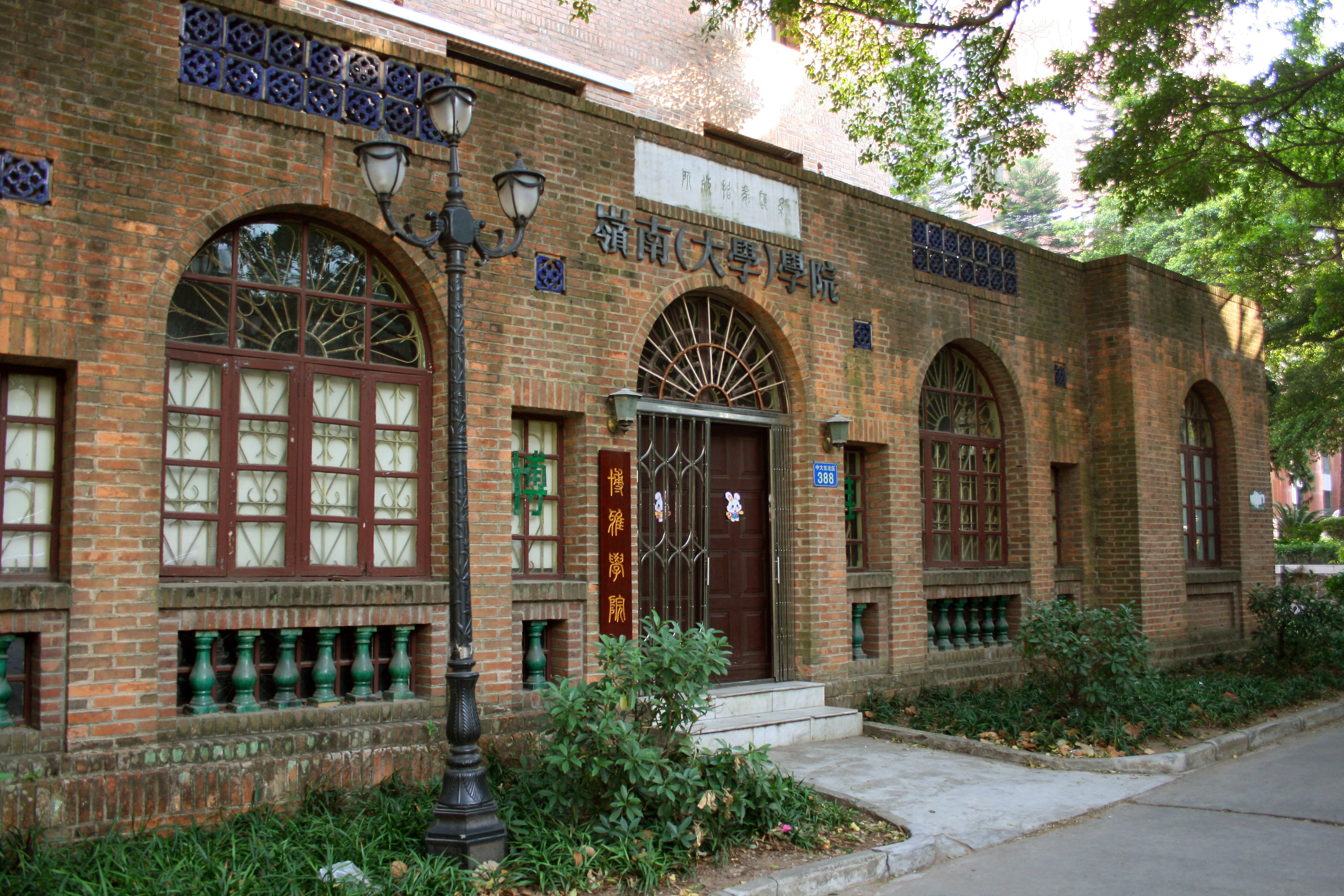
Un edificio antiguo en el Campus de Lingnan.
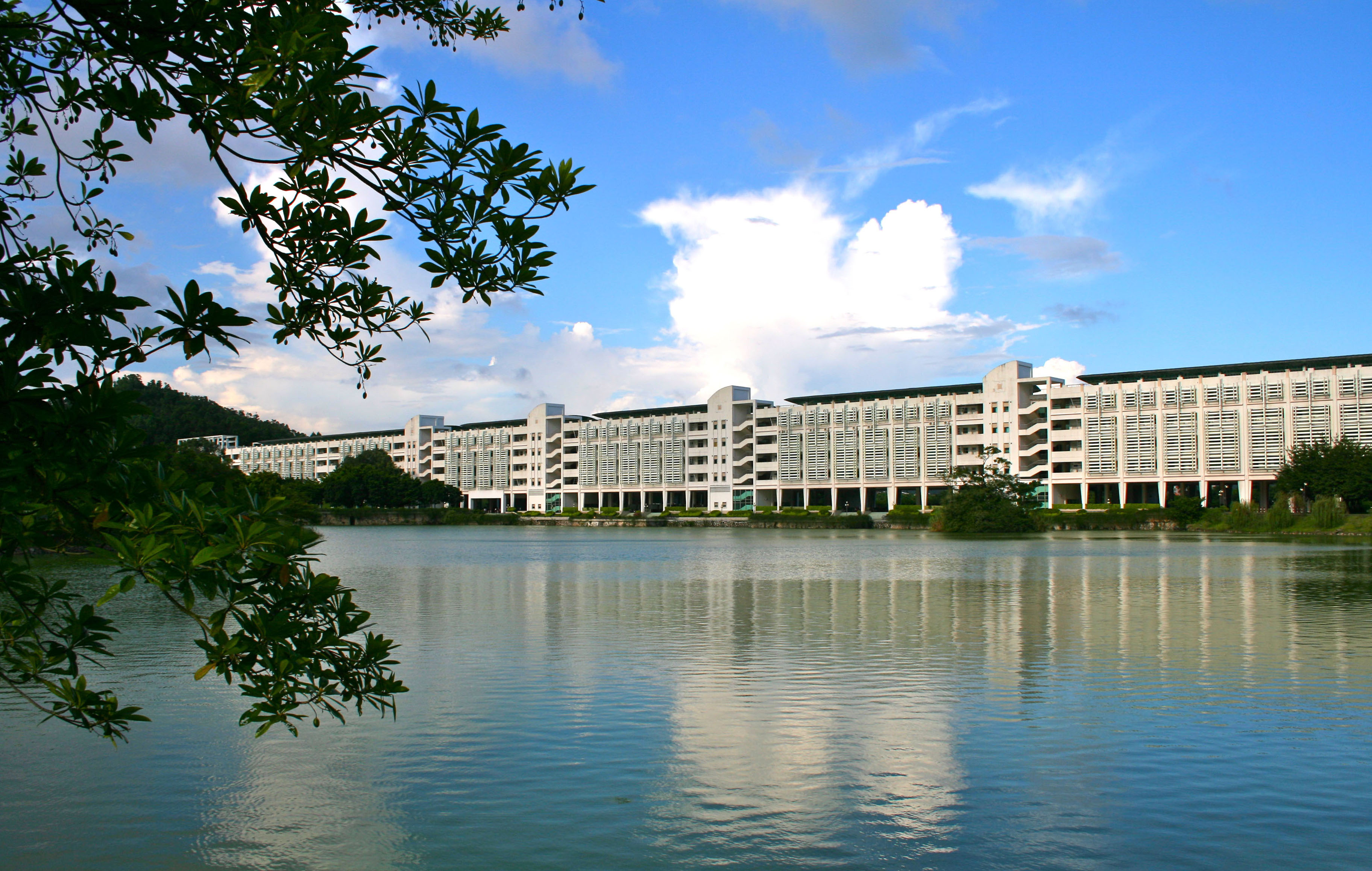
El edificio principal del Campus de Zhuhai
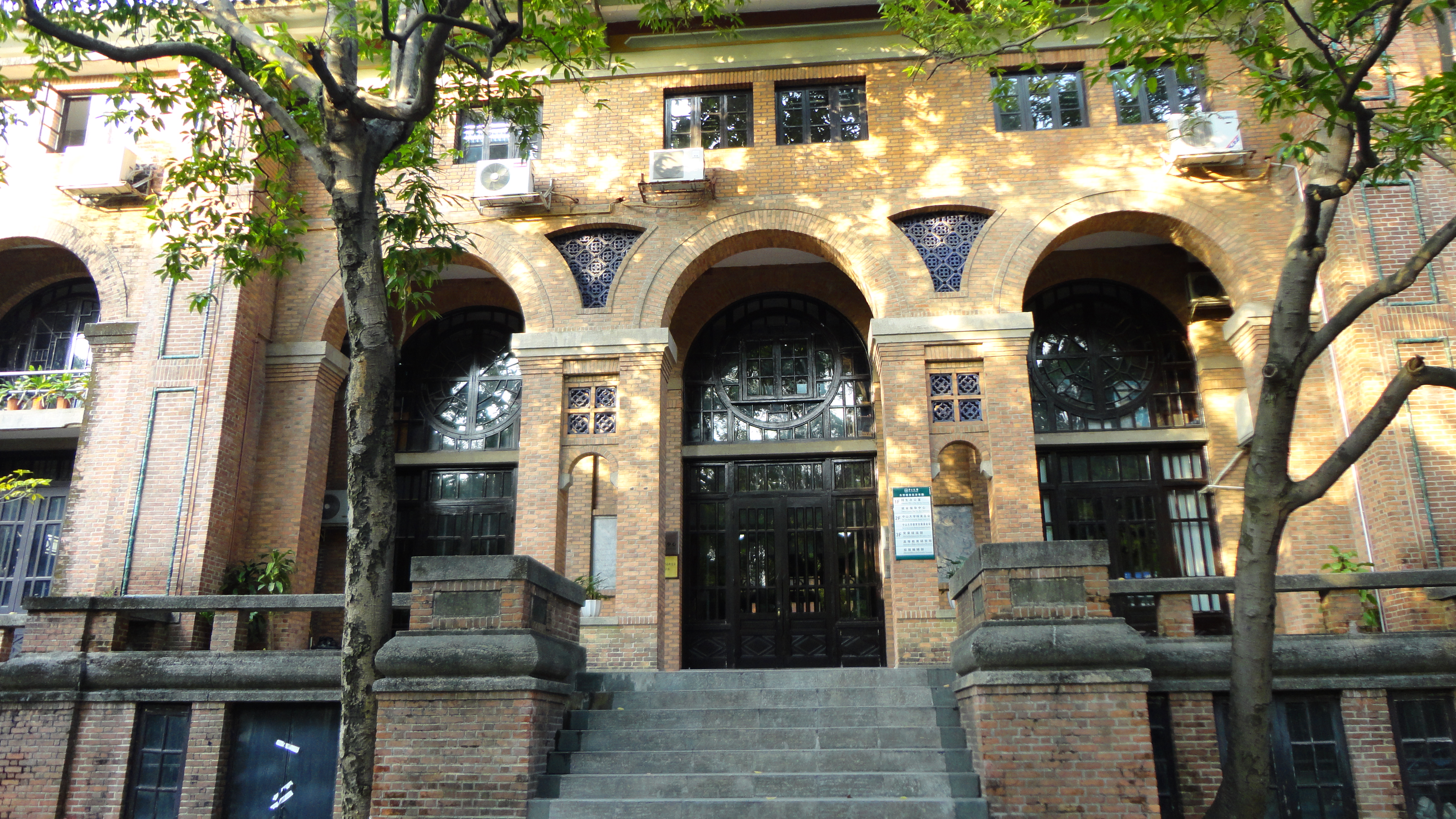
Edificio del Gran Salón
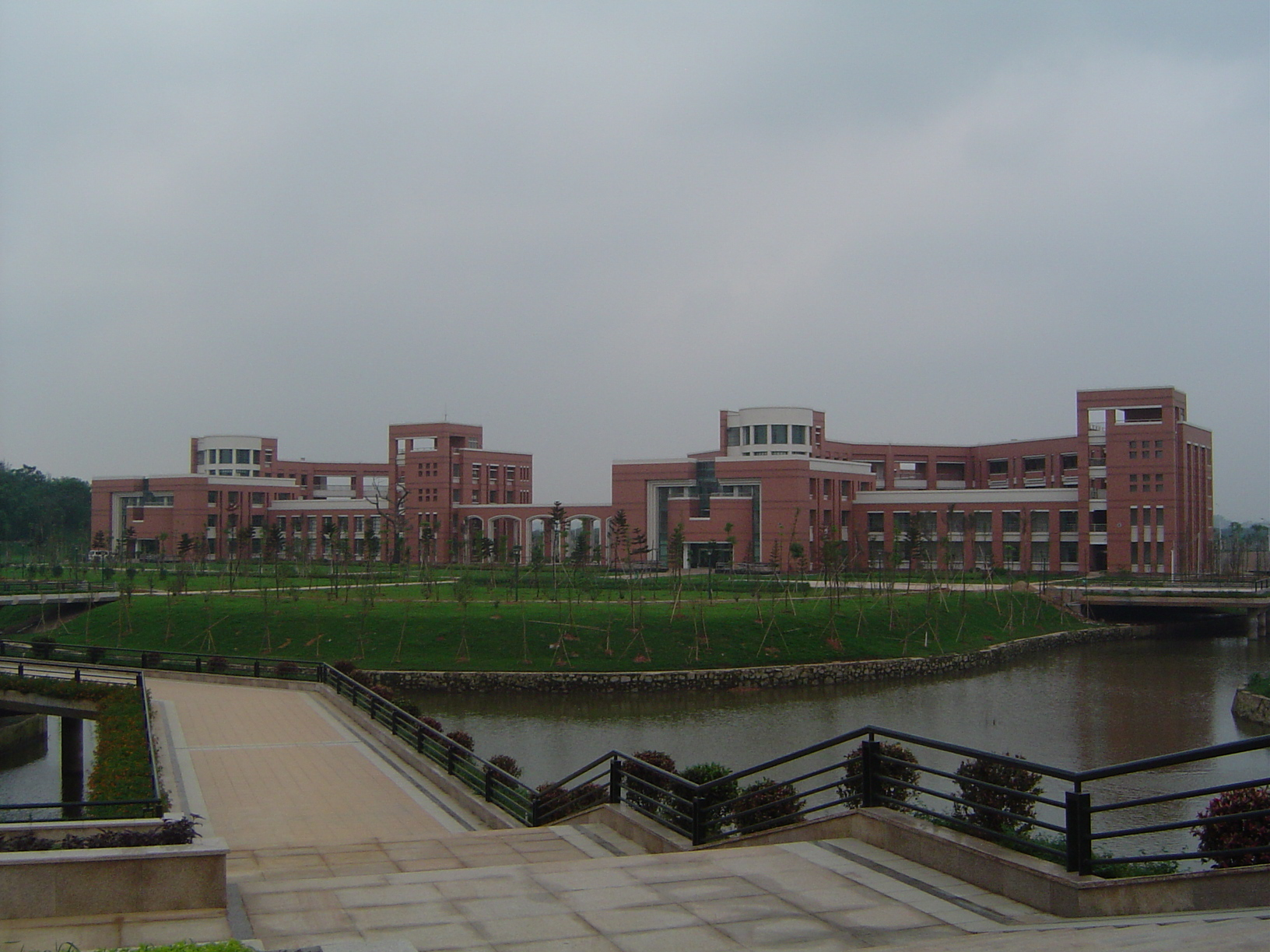
El Campus del Este

## Alumnos notables
- Lee-sun Chau (周理信, 1890-1979), graduada por el "Hackett Medical College for Women" y una de las primeros médicas chinas de la medicina occidental en China
- Hong Han (洪翰), economista